# يقطان
يقطان أو قحطان (ب[יָקְטָן] خطأ: {{اللغة-؟؟}}: نص الرومنة ليس بالخط اللاتيني (الموضع 1: ي) (مساعدة)) حسب التوراة هو أحد أبناء عابر، وأخ فالج، وورد لفظه في التوراة «يقطان-يقطن» بمعنى (صائر-صغير). ولقد ذُكِروا أبنائه بالترتيب في التكوين 26:10-29: «وَيَقْطَانُ وَلَدَ: أَلْمُودَادَ وَشَالَفَ وَحَضَرْمَوْتَ وَيَارَحَ وَهَدُورَامَ وَأُوزَالَ وَدِقْلَةَ وَعُوبَالَ وَأَبِيمَايِلَ وَشَبَا وَأُوفِيرَ وَحَوِيلَةَ وَيُوبَابَ. جَمِيعُ هؤُلاَءِ بَنُو يَقْطَانَ.» ربطه بعض المؤرخين العرب بقحطان، وهو جد العرب القحطانيين حسب تراث علم الأنساب عند العرب.

## نسبه
نسبه حسب النسابين العرب هو يقطان (قحطان) بن عابر بن شالخ بن أرفخشذ بن سام بن نوح.

## أبناءه
يذكر أبناءه في التوراة (سفر التكوين 10: 26 - 29): ألموداد، وشالف، وحضرموت، وبارح، وهدورام، وأوزال، ودقلة، وعوبال، وسبأ، وأوفير، وحويلة، ويوباب.